# Juan Ignacio Morales
Juan Ignacio Morales (n. Ciudad de México, México; 16 de abril de 2001) es un futbolista mexicano. Juega de arquero y su equipo actual es Quilmes, de la Primera Nacional, segunda categoría del fútbol argentino. Es hijo del exfutbolista Ángel Morales Santos, conocido popularmente como Matute Morales.

## Carrera

### Argentino de Quilmes
Luego de realizar inferiores en Racing Club y Quilmes en Argentina, este último equipo decide cederlo a Argentino de Quilmes (equipo de la Primera B), junto a Juan Cruz Anastasio, como método de pago por el regreso de préstamo de Camilo Machado antes de la finalización de la cesión.
Su debut como profesional ocurrió el 24 de julio de 2021, en lo que sería derrota por 3-0 frente a Colegiales.

## Estadísticas

### Clubes
- Actualizado hasta el 19 de marzo de 2023.

| Argentino de Quilmes Argentina | 3.ª                 | 2021                | 15 | 17 | - | - | - | - | 13 | 17 | 1,30 |
| Argentino de Quilmes Argentina | Total club          | Total club          | 13 | 17 | - | - | - | - | 13 | 17 | 1,30 |
| Quilmes Argentina | 2.ª                 | 2022                | 1  | 2  | 0 | 0 | - | - | 1  | 2  | 2,00 |
| Quilmes Argentina | Total club          | Total club          | 1  | 2  | 0 | 0 | - | - | 1  | 2  | 2,00 |
| Boca Unidos Argentina | 3.ª                 | 2023                | 2  | 2  | - | - | - | - | 2  | 2  | 1,00 |
| Boca Unidos Argentina | Total club          | Total club          | 2  | 2  | - | - | - | - | 2  | 2  | 1,00 |
| Total en su carrera | Total en su carrera | Total en su carrera | 16 | 20 | - | - | - | - | 16 | 20 | 1,25 |
| (1) Las copas nacionales se refiere a la Copa Argentina. (2) Las copas internacionales se refiere a la Copa Libertadores y a la Copa Sudamericana. (3) Media de goles recibidos por encuentro. No incluye goles en partidos amistosos. |                     |                     |    |    |   |   |   |   |    |    |      |